# Братиславская университетская библиотека
Братиславская университетская библиотека — старейшая библиотека в Словакии. Она была основана в 1919 году в Братиславе. Сегодня это самая большая и посещаемая библиотека в Словакии, а также универсальная государственная научно-исследовательская библиотека.

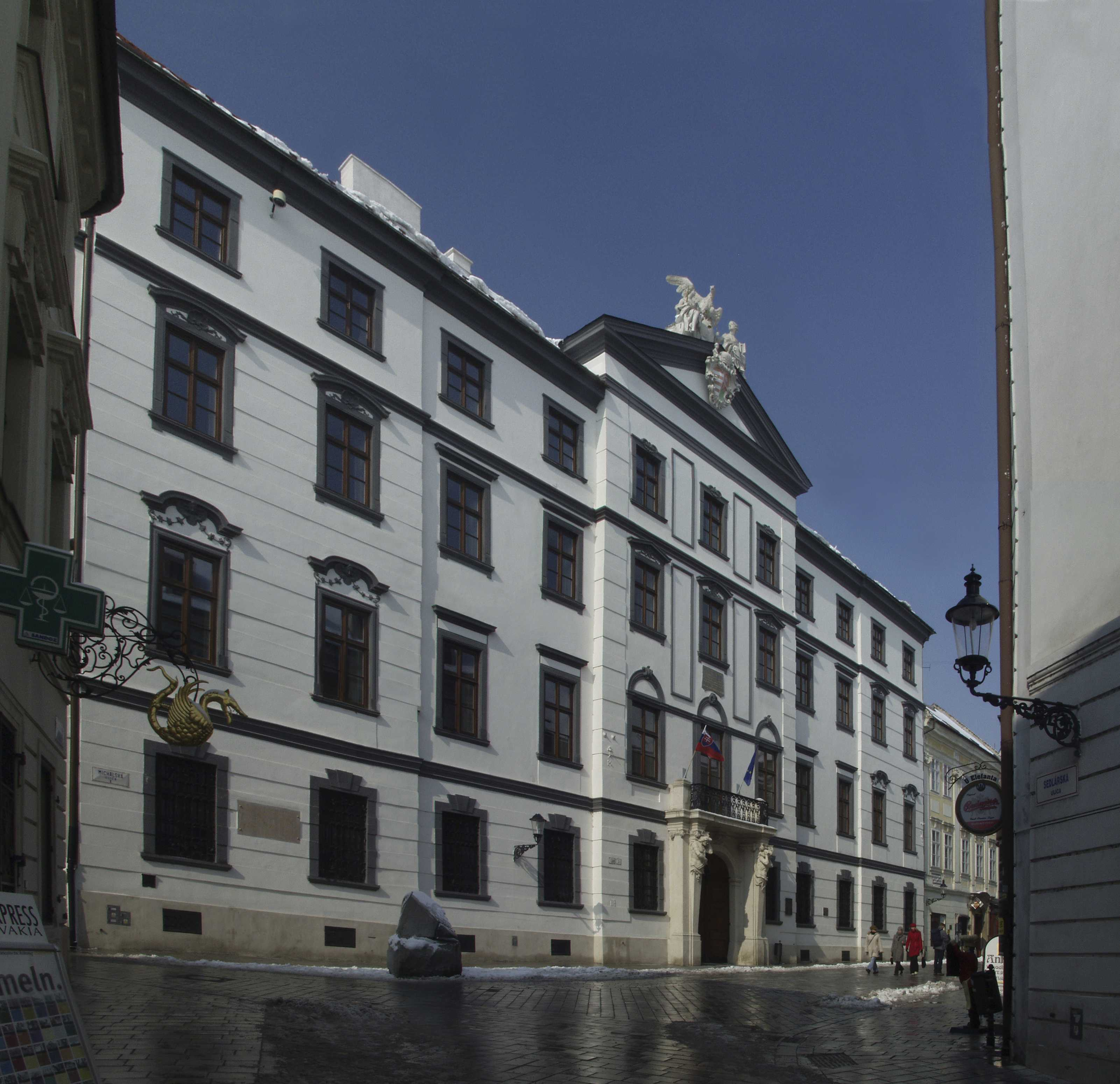
Вид на библиотеку с улицы в историческом центре Братиславы. Одно из трех зданий библиотеки.

## История
Библиотека была одним из первых культурно-образовательных учреждений, созданных в новообразованной Чехословацкой Республике после Первой мировой войны на территории Словакии для поддержки формирующейся университетской системы образования, науки и библиотечного дела. Её происхождение в 1919 году было тесно связано с недавно основанным чехословацким государственным университетом имени Коменского, где название университета отразилось в названии библиотеки. Библиотека никогда не становилась неотъемлемой частью университета, хотя отношения между двумя институтами были основаны на сотрудничестве и тесном контакте. Библиотека сохраняет свое название потому, что она относится к первоначальному тесному контакту с университетом и в то же время отражает универсальный характер её коллекций. По прошествии времени власти установили дальнейшие цели для библиотеки в рамках национальных и международных рамок. Она стала первой библиотекой, получившей право на обязательный экземпляр с территории Словакии, и это единственная библиотека, которая сохранила эту традицию с 1919 года до сегодняшнего дня. Исторические книжные фонды библиотеки также имеют характер депозитарной коллекции. До 1954 года библиотека фактически выполняла задачи национальной библиотеки в Словакии. С тех пор она имеет статус универсальной государственной научной библиотеки. На протяжении всей её истории можно выделить два четких направления: прочное лидирующее место в национальной библиотечной системе и активное участие в международном библиотечном сотрудничестве.

## Реконструкция исторических зданий библиотеки
Основная задача состояла в том, чтобы обновить здания, охраняемые как памятники культуры, модернизировать ветхие библиотечные помещения, решить проблему нехватки стеллажей и устранить опасность застоя в сфере библиотечного обслуживания. Реализация инвестиционного проекта «Многофункциональный культурно-библиотечный центр» привела к масштабному обновлению и ревитализации, что позволило читателям библиотеки использовать не только отремонтированные помещения, к которым был доступ ранее, но и те части исторических зданий, к которым до этого времени публика не имела доступа. Были построены новые библиотечные стеллажи, увеличено количество рабочих мест. Значительно улучшились условия охраны исторических библиотечных фондов, в том числе так называемой Башагичской коллекции арабских, турецких и персидских рукописей, внесенных в список всемирного наследия ЮНЕСКО «Память мира». Традиционная библиотека превратилась в медиатеку и портал в виртуальный мир информации. Профиль библиотеки был расширен для выполнения культурных и социальных функций. Проект реконструкции привел к синтезу старого и нового: современная библиотека, оснащенная технологиями 21 века в отреставрированном, изначально барочном интерьере, дополненном новыми выставочными, концертными и социальными помещениями.

## Библиотека как географическая точка
С момента своего основания в 1919 году библиотека находится в центре Братиславы, в самом сердце исторического центра словацкой столицы. По сравнению с другими библиотеками в городе или в некоторых словацких областных городах, это уникальное расположение означает преимущество-Братислава является и будет политическим, экономическим, образовательным, научным, культурным и социальным центром страны. С другой стороны, такое расположение не дает никаких возможностей для дальнейшего расширения, улучшения транспортной доступности.

## Сотрудничество с другими библиотеками
Сотрудничество с другими библиотеками в национальном и международном масштабе было естественной частью миссии библиотеки с самого её начала.
- с 1970 года является индивидуальным членом ИФЛА,
- с 1997 года ассоциированный член Консорциума европейских исследовательских библиотек[англ.],
- в 1950 году была открыта депозитарная библиотека ООН,
- в 1957 году была открыта депозитарная библиотека ЮНЕСКО, а с 1994 года Национальный центр ЮНЕСКО является неотъемлемой частью Библиотеки. Он тесно сотрудничает с библиотеками ЮНЕСКО по всему миру, школами, связанными с ЮНЕСКО, а также обеспечивает деятельность национального комитета по программе ЮНЕСКО «Память мира». В 1997 году братиславская университетская библиотека присоединилась к проекту ЮНЕСКО ISSN по определению сериальных изданий и других постоянных ресурсов и учредила на своей территории Национальное агентство ISSN в Словакии,
- в 2004 году после вступления страны в Евросоюз и НАТО была открыта депозитарная библиотека НАТО,
- в 1997 году центр американских исследований начал работать в библиотеке благодаря тесным контактам и сотрудничеству с агентством USIS в Братиславе, которое послужило основой современного информационно-библиотечного центра InfoUSA,
- в 2004 году в библиотеке появился отдельный сборник, посвящённый русской литературе, и был основан центр русских исследований,
- в мае 2005 года по инициативе австрийского посольства на территории библиотеки была создана австрийская библиотека,
- в 2006 году словацкий ПЕН-клуб решил пожертвовать свои книжные коллекции всемирной ПЕН-библиотеки братиславской библиотеке,
- в 2006 году была создана чешская библиотека в качестве аналога словацкой библиотеки в чешской национальной библиотеке в Праге,
- с 2006 года коллекции библиотеки пополняются французской библиотекой, которая разрабатывается под эгидой посольства Франции в Словакии,
- в 2007 году в тесном сотрудничестве с британским Советом был открыт британский центр с обширной коллекцией британской литературы, ориентированной в первую очередь на преподавание английского языка,
- Геотехнический институт Братиславы входит в число стратегических партнеров библиотеки, он уже давно оказывает поддержку международной деятельности в виде семинаров, выставок и учебных программ,
- Информационный центр совета Европы также имеет свое место в библиотеке.

Двусторонние соглашения о сотрудничестве заключены со следующими партнёрами:
- Национальная библиотека Чешской Республики в Праге,
- Моравская библиотека в Брно,
- Научно-исследовательская библиотека в Оломоуце,
- Национальная библиотека Польши в Варшаве,
- Национальная библиотека имени Сеченьи в Будапеште,
- Австрийская национальная библиотека в Вене.

Двусторонние совместные проекты:
- Проект KOBIB с Билефельдской библиотекой фокусируется на электронной доставке документов и передаче новых библиотечных технологий из Германии в Словакию,
- Проект CASLIN который помог поднять уровень автоматизации в чешских и словацких библиотеках.

Среди престижных зарубежных партнеров проекта братиславской библиотеки из Мировой цифровой библиотеки являются:
- Библиотека Александрина в Александрине,
- Национальная библиотека Ирана
- Библиотека Конгресса в Вашингтоне

Участие в европейских программах: COPERNICUS, IST, FP4, FP6, eTEN, ENRICH, MICHAEL Plus, EZB, Minerva.
Университетская библиотека включает в себя коллекцию исламских рукописей Башагича. Эта коллекция является частью Всемирного наследия ЮНЕСКО. Она стала частью библиотеки в 1997 году. Она включает в себя произведения Сайфа ад-Дина аль-Амиди.

## Цифровая библиотека
Цифровая библиотека Братиславской университетской библиотеки представляет собой самостоятельную коллекцию оцифрованных предметов-периодических изданий, старых гравюр, музыкальных произведений или монографий в удобном для пользователя формате. Цифровая библиотека предлагает доступ к более чем 1100 000 полнотекстовым страницам словацкой литературы, в основном к периодическим изданиям.

### Особенности
Наиболее существенной особенностью программного обеспечения является библиографическая информация индивидуального содержания и расширенный поиск. Содержимое цифровой библиотеки классифицируется с добавлением тегов, представленных фасетным дисплеем или древовидной структурой. Пользователь может отмечать элементы или их части как избранные, делать аннотации и делиться ими с конкретным человеком, которого он может свободно определить сам. Пользователь и "его группа " могут комментировать общие аннотации и делиться аннотациями, коллекциями, объектами или определёнными частями отображаемых объектов через социальные сети. Программное обеспечение цифровой библиотеки использует эффективные инструменты для выделения целой страницы или выделенных текстовых и графических зон из исходных отсканированных файлов, которые могут быть мгновенно скопированы и переведены и легко извлечены в другие программные приложения. Все элементы позволяют осуществлять поиск по контенту, а хиты отображаются непосредственно в виде наложенных бликов на изображениях. Кроме того, можно осуществлять поиск контента с помощью метаданных или даты в сочетании с категориями. Результаты поиска могут быть визуально организованы и отсортированы по различным критериям.

### Доступные произведения
Цифровая библиотека предлагает бесплатный доступ к произведениям без авторского права для всех пользователей без ограничений через интернет. Произведения, охраняемые законом об авторском праве, доступны только зарегистрированным пользователям в сети библиотеки.

### Содержание
Основное содержание электронной библиотеки составляют учебники для учащихся (начальной и средней школы, Университета), энциклопедии, словари, справочники, научные издания, художественная литература, периодические издания (ежедневные газеты, еженедельные газеты, развлекательные и политические журналы). Среди наиболее интересных работ из электронной библиотеки есть несколько сочинений Коменского, также старых словацких великих писателей и деятелей. В коллекции музыкальных произведений можно найти произведения Рихарда Штрауса и множество песенников.